# Semi-ondergrondsstation
Een semi-ondergrondsstation is een type metro en/of spoorwegstation. Kenmerkend is dat het station is gebouwd in de glooiing van een helling waarbij de ene kant (deels) bovengronds ligt terwijl de andere kant geheel onder de oorspronkelijke oppervlakte ligt. De lage kant is doorgaans met glas gescheiden van de buitenzijde van het station.
Voorbeelden van semi-ondergrondse stations zijn:
| Station                | Locatie                         | Foto | Geopend          | Plaats    |
| ---------------------- | ------------------------------- | ---- | ---------------- | --------- |
| Ashby (BART)           | 37° 51′ 11″ NB, 122° 16′ 12″ WL |      | 29 januari 1973  | Berkeley  |
| Hůrka                  | 50° 2′ 59″ NB, 14° 20′ 33″ OL   |      | 11 november 1994 | Praag     |
| Liljeholmen            | 59° 18′ 39″ NB, 18° 1′ 23″ OL   |      | 5 april 1964     | Stockholm |
| Mitsjoerinski Prospekt | 55° 41′ 22″ NB, 37° 29′ 6″ OL   |      | 30 augustus 2018 | Moskou    |
| Puotila                | 60° 12′ 53″ NB, 25° 5′ 35″ OL   |      | 31 augustus 1988 | Helsinki  |
| Zličín                 | 50° 3′ 13″ NB, 14° 17′ 26″ OL   |      | 11 november 1994 | Praag     |